# Ponte di Boscotosca
Il ponte di Boscotosca è un ponte stradale che varca il fiume Po fra i comuni di Castel San Giovanni e Pieve Porto Morone, in località Bosco Tosca. È percorso dalla strada statale 412 della Val Tidone.

## Storia
Il ponte di Boscotosca venne costruito dall'ANAS in sostituzione di un precedente ponte di barche, secondo quanto disposto dall'articolo 2 della legge 22 novembre 1962, n. 1708.
Venne aperto al traffico l'11 luglio 1967.

## Caratteristiche
Il ponte, costruito dall'impresa Farsura su progetto dell'ingegner Letterio F. Donato, ha una lunghezza di 560 m, a cui vanno aggiunti i due viadotti di accesso che portano la lunghezza totale a 1252 m.
Costruito in calcestruzzo armato, conta complessivamente 16 campate, quelle d'estremità lunghe 66,15 m e quelle centrali lunghe 80 m.
La struttura consiste in travi in calcestruzzo armato precompresso lunghe 51,70 m appoggiate su cantilever poggianti su pile binate con interasse di 8 m. Le pile poggiano a loro volta su fondazioni costituite da pali di 150 cm di diametro profondi fino a 45 m. Le fondazioni sono predisposte per un eventuale raddoppio del ponte con la costruzione di una seconda carreggiata ad est della prima.
L'impalcato è percorso da una strada a due corsie, larga 7,50 m e affiancata da due marciapiedi da 1,25 m ciascuno.